# Liste der Mitglieder der American Academy of Arts and Sciences/1796
Im Jahr 1796 wählte die American Academy of Arts and Sciences 8 Personen zu ihren Mitgliedern.

## Neugewählte Mitglieder
- Thomas Brattle (1742–1801)
- Christopher Gore (1758–1827)
- Joseph McKeen (1757–1807)
- Jedidiah Morse (1761–1826)
- Isaac Rand (1743–1822)
- William Spooner (1760–1836)
- David Tappan (1752–1803)
- Peter Thacher (1752–1802)